# Narthecius simulator
Narthecius simulator är en skalbaggsart som beskrevs av Thomas Casey 1890. Narthecius simulator ingår i släktet Narthecius och familjen ritsplattbaggar. Inga underarter finns listade i Catalogue of Life.